# Електронний архів
Електро́нний архі́в (англ. electronic archive) — це система структурованого зберігання електронних документів, що забезпечує надійність зберігання, конфіденційність і розмежування прав доступу, відстеження історії використання документів, швидкий і зручний пошук.

## Історія

### Історія створення Центрального державного електронного архіву України
Впровадження системи електронного документообігу вимагає створення оптимальних умов для зберігання електронних документів та інформаційних ресурсів на державному рівні.
У зв'язку з цим виникла потреба у створенні Центрального державного електронного архіву України, який був створений 12 травня 2007 року як єдиний пункт зберігання електронних документів Національного архівного фонду України.
Центральний державний електронний архів України зберігає електронні записи та інформаційні ресурси Національного архівного фонду, веде облік їх, забезпечує їхню цілісність та створює умови для їх використання.;

## Завдання
1. Знизити витрати на зберігання: велика частина довідкових запитів може бути задоволена за допомогою електронних образів документів, завдяки чому знижуються вимоги до приміщень, персоналу та інших ресурсів для роботи архіву.
2. Значно скоротити втрати і пошкодження архівних документів за рахунок зменшення потреби в оригіналах.
3. Значно спростити перенесення документів з оперативного зберігання до архівного.

## Функції
- Прийом на зберігання і  формування архівних справ. Це відбувається шляхом передачі документації з інших інформаційних систем, а також оцифровки і введення в систему архівної документації.
- Управління документацією, що зберігається як в електронному вигляді, так і на паперовому носії.
- Зручний і швидкий пошук по номенклатурам, атрибутам по тексту документів і справ.
- Облік видачі оригіналів документів і справ.
- Надання доступу до архівних матеріалів в електронному вигляді.